# Larry Canning
Lawrence 'Larry' Canning (Cowdenbeath, 1 november, 1925 – Nottingham, 6 april 2012) was een Schots voetballer.Zijn bekendste passage is die bij Aston Villa FC, waar hij 11 jaar speelde. Nadien kwam hij ook nog uit voor Northampton Town FC en Nuneaton Borough FC.
Canning overleed op 6 april 2012 aan vasculaire dementie op 86-jarige leeftijd.